# NGC 1271
NGC 1271 est une petite galaxie lenticulaire située dans la constellation de Persée. Elle a été découverte par l'astronome français Guillaume Bigourdan en 1884.

## Caractéristiques
Sa vitesse par rapport au fond diffus cosmologique est de 5 814 ± 11 km/s, ce qui correspond à une distance de Hubble de 85,8 ± 6,0 Mpc (∼280 millions d'al).
En raison d'une brillance de surface égale à 11,5  mag/am2, on peut qualifier NGC 1271 de galaxie présentant une brillance de surface élevée.
NGC 1271 est une galaxie de l'amas de Persée.